# Egbert Darwinkel
Egbert Darwinkel (Langelo, 18 september 1965) is een Nederlands voormalig voetbaldoelman.
Darwinkel begon zijn loopbaan in het seizoen 1991/92 bij BV Veendam waar hij op 7 maart 1992 debuteerde in de uitwedstrijd tegen N.E.C. In 1997, na 68 wedstrijden voor Veendam gespeeld te hebben, ging hij naar FC Groningen waar hij achter Patrick Lodewijks en Roy Beukenkamp derde doelman werd. Tot 2003, toen hij bij Veendam terugkeerde, speelde hij 23 wedstrijden voor FC Groningen. Na nog twee seizoenen bij Veendam (45 wedstrijden) beëindigde hij in 2005 zijn profloopbaan. Hierna speelde hij nog bij Harkemase Boys. In 2008 werd hij trainer bij amateurclub Hunsingo uit Winsum in de provincie Groningen. Met ingang van het seizoen 2013/2014 was hij trainer bij VV VAKO uit Vries. Na het seizoen 2016/2017 stopte hij als trainer in het amateurvoetbal.